# Hohburg
Hohburg est une ancienne commune de Saxe (Allemagne), située dans l'arrondissement de Leipzig, dans le district de Leipzig. Avec effet au 1er janvier 2012, elle a fusionné avec Falkenhain pour former la nouvelle commune de Lossatal.